# 베이커즈필드

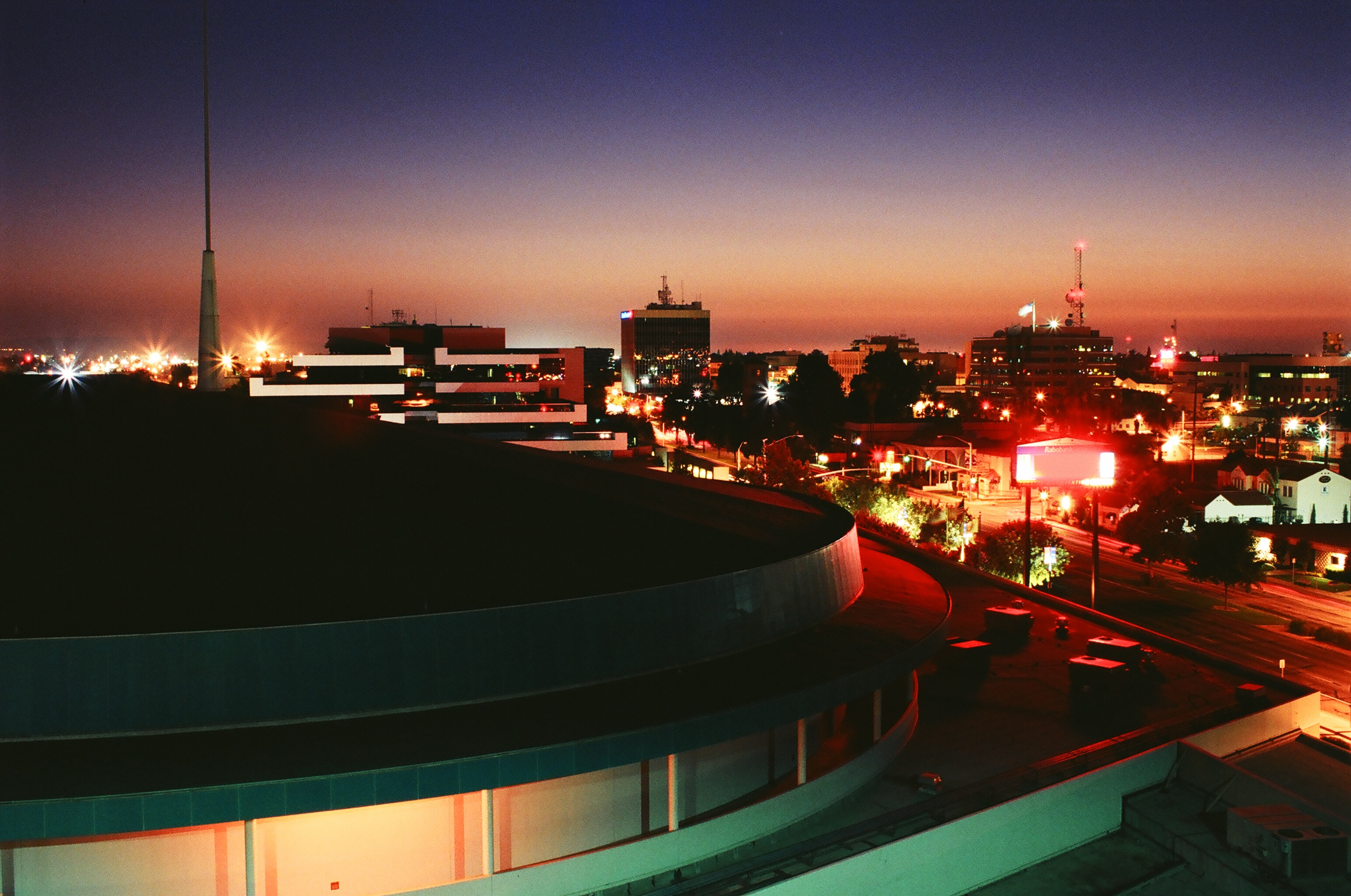

베이커즈필드(Bakersfield, IPA: [ˈbeɪkərzˌfild])는 미국 서부 캘리포니아주에 있는 도시로 컨군의 군청 소재지이다. 인구 328,692(2008). 캘리포니아주 중남부, 샌와킨 분지의 남쪽에 위치하며, 로스앤젤레스에서 북쪽으로 약 110마일(약 180km) 떨어져 있다. 지명은 이 곳의 개척자로 캘리포니아주 의회 의원을 지낸 베이커라는 인물에서 유래한다. 19세기 후반, 철도가 통과하면서 발전하기 시작했고, 샌와킨 강의 물을 끌어다 관개공사사 실시된 이후, 각종 농산물이 재배되면서 그 집산지가 되었다. 또한 부근에 석유가 발견되어 더욱 발전할 수 있게 되었다. 1952년 대규모 지진이 일어나 큰 피해를 입었으나, 이후 급속히 재건되어 인구가 급증하였다. 캘리포니아 내륙의 거점 도시 중 하나로, 미국에서 인구 25만 이상 도시 중에서는 가장 빠르게 성장하는 도시이다.

## 인구
| 인구조사              | 인구    | Note  | %±     |
| --------------------- | ------- | ----- | ------ |
| 1880년                | 801     |       | —      |
| 1890년                | 2,626   |       | 227.8% |
| 1900년                | 4,836   |       | 84.2%  |
| 1910년                | 12,727  |       | 163.2% |
| 1920년                | 18,638  |       | 46.4%  |
| 1930년                | 26,015  |       | 39.6%  |
| 1940년                | 29,252  |       | 12.4%  |
| 1950년                | 34,784  |       | 18.9%  |
| 1960년                | 56,848  |       | 63.4%  |
| 1970년                | 69,515  |       | 22.3%  |
| 1980년                | 105,611 |       | 51.9%  |
| 1990년                | 174,820 |       | 65.5%  |
| 2000년                | 247,057 |       | 41.3%  |
| 2010년                | 347,483 |       | 40.6%  |
| 2019 (추산)           | 384,145 | [ 1 ] | 10.6%  |
| U.S. Decennial Census |         |       |        |

## 기후
베이커즈필드의 기후는 쾨펜의 기후 구분상 온난 사막 기후(BWh)로 판정되어 있다. 다만 겨울에 추운 기간이 길어진다고 가정하더라도 일부 고지대에서는 BWk를 띈다. 강수량이 없는 달은 7월이 유일하며, 5월부터 10월 사이의 월 평균 강수량은 모두 합쳐도 10mm(약 0.39 인치)를 넘지 못한다. 강우량이 많은 기간은 매년 11월부터 익년 4월까지이지만 그래도 강수량은 우기 기준 월간 최대 40mm를 넘지 못하고 있어, 우기를 기준으로 월간 최대 35mm까지 갈 수도 있다.
| 베이커즈필드의 기후                                              | 베이커즈필드의 기후 | 베이커즈필드의 기후 | 베이커즈필드의 기후 | 베이커즈필드의 기후 | 베이커즈필드의 기후 | 베이커즈필드의 기후 | 베이커즈필드의 기후 | 베이커즈필드의 기후 | 베이커즈필드의 기후 | 베이커즈필드의 기후 | 베이커즈필드의 기후 | 베이커즈필드의 기후 | 베이커즈필드의 기후 |
| 월                                                               | 1월                 | 2월                 | 3월                 | 4월                 | 5월                 | 6월                 | 7월                 | 8월                 | 9월                 | 10월                | 11월                | 12월                | 연간                |
| ---------------------------------------------------------------- | ------------------- | ------------------- | ------------------- | ------------------- | ------------------- | ------------------- | ------------------- | ------------------- | ------------------- | ------------------- | ------------------- | ------------------- | ------------------- |
| 역대 최고 기온 °C (°F)                                           | 28 (82)             | 31 (88)             | 34 (94)             | 38 (101)            | 43 (110)            | 46 (114)            | 48 (118)            | 47 (117)            | 46 (115)            | 40 (104)            | 35 (95)             | 31 (87)             | 48 (118)            |
| 일평균 최고 기온 °C (°F)                                         | 14.7 (58.5)         | 17.9 (64.3)         | 21.2 (70.2)         | 24.4 (75.9)         | 28.9 (84.1)         | 33.5 (92.3)         | 36.8 (98.3)         | 36.1 (96.9)         | 33.0 (91.4)         | 26.8 (80.2)         | 19.5 (67.1)         | 14.9 (58.8)         | 25.7 (78.2)         |
| 일일 평균 기온 °C (°F)                                           | 9.7 (49.5)          | 12.1 (53.8)         | 14.8 (58.6)         | 17.4 (63.3)         | 21.7 (71.1)         | 25.9 (78.7)         | 29.3 (84.8)         | 28.6 (83.4)         | 25.7 (78.2)         | 19.8 (67.7)         | 13.5 (56.3)         | 9.6 (49.2)          | 19.0 (66.2)         |
| 일평균 최저 기온 °C (°F)                                         | 4.7 (40.5)          | 6.2 (43.2)          | 8.3 (47.0)          | 10.4 (50.7)         | 14.4 (58.0)         | 18.4 (65.1)         | 21.8 (71.3)         | 21.1 (70.0)         | 18.3 (65.0)         | 12.9 (55.2)         | 7.4 (45.4)          | 4.2 (39.6)          | 12.3 (54.2)         |
| 역대 최저 기온 °C (°F)                                           | −11 (12)            | −7 (20)             | −7 (20)             | −2 (28)             | 1 (34)              | 3 (38)              | 7 (45)              | 7 (44)              | −1 (30)             | −2 (29)             | −6 (22)             | −11 (13)            | −11 (12)            |
| 평균 강수량 mm (인치)                                            | 30 (1.19)           | 30 (1.18)           | 29 (1.15)           | 15 (0.60)           | 6.4 (0.25)          | 1.3 (0.05)          | 0.00 (0.00)         | 0.00 (0.00)         | 1.3 (0.05)          | 7.1 (0.28)          | 13 (0.51)           | 28 (1.10)           | 162 (6.36)          |
| 평균 강설량 cm (인치)                                            | 0.25 (0.1)          | 0.0 (0.0)           | 0.0 (0.0)           | 0.0 (0.0)           | 0.0 (0.0)           | 0.0 (0.0)           | 0.0 (0.0)           | 0.0 (0.0)           | 0.0 (0.0)           | 0.0 (0.0)           | 0.0 (0.0)           | 0.0 (0.0)           | 0.25 (0.1)          |
| 평균 강수일수 (≥ 0.01 인치)                                      | 6.3                 | 6.8                 | 6.0                 | 3.9                 | 2.1                 | 0.4                 | 0.2                 | 0.1                 | 0.6                 | 1.6                 | 3.6                 | 6.0                 | 37.6                |
| 평균 강설일수 (≥ 0.1 인치)                                       | 0.0                 | 0.0                 | 0.0                 | 0.0                 | 0.0                 | 0.0                 | 0.0                 | 0.0                 | 0.0                 | 0.0                 | 0.0                 | 0.0                 | 0.0                 |
| 출처: 미국 해양대기청 (평년값: 1991년~2020년, 극값: 1893년~현재) |                     |                     |                     |                     |                     |                     |                     |                     |                     |                     |                     |                     |                     |

## 자매 도시
- 대한민국 부천시
- 벨라루스 민스크
- 일본 와카야마시
- 중국 츠시시
- 멕시코 산티아고데케레타로